# Amatori Wasken Lodi 2015-2016
Questa voce raccoglie le informazioni riguardanti l'Amatori Wasken Lodi nelle competizioni ufficiali della stagione 2015-2016.

## Maglie e sponsor
Lo sponsor tecnico per la stagione 2015-2016 fu Joma, mentre lo sponsor ufficiale fu Banca Popolare di Lodi.
| 1ª divisa | 2ª divisa |

## Organigramma societario
- Presidente: Roberto Citterio
- Vicepresidenti: Gianni Blanchetti e Raoul Frugoni
- Direttore generale: Federico Mazzola
- Direttore sportivo: Stefano Capuzzi
- Segretario: Giuseppe Colombo
- Addetto stampa: Massimo Stella

## Organico

### Giocatori
| N° | Naz.                 | Ruolo | Sportivo              |  |  |  |
| -- | -------------------- | ----- | --------------------- |  |  |  |
| 5  | Italia (bandiera)    | E     | Federico Ambrosio     |  |  |  |
| 6  | Italia (bandiera)    | E     | Andrea Malagoli       |  |  |  |
| 8  | Italia (bandiera)    | E     | Enrico Pochettino     |  |  |  |
| 9  | Italia (bandiera)    | E     | Domenico Illuzzi      |  |  |  |
| 11 | Italia (bandiera)    | E     | Riccardo Bernabé      |  |  |  |
| 14 | Italia (bandiera)    | E     | Alessandro Verona     |  |  |  |
| 49 | Italia (bandiera)    | P     | Riccardo Porchera     |  |  |  |
| 54 | Spagna (bandiera)    | P     | Adrià Català          |  |  |  |
| 57 | Argentina (bandiera) | E     | Franco Platero        |  |  |  |
| 88 | Italia (bandiera)    | E     | Francesco De Rinaldis |  |  |  |

### Staff tecnico
- Allenatore:  Paolo De Rinaldis
- Allenatore in seconda:  Luca Giaroni
- Preparatore atletico:  Daniele Cella
- Meccanico:  Luigi Vigotti